# Инцидент с аргентинским CL-44
Инцидент с аргентинским CL-44 — инцидент 18 июля 1981 с самолётом Canadair CL-44, сбитым над Армянской ССР. Погибло 4 человека.

## История
18 июля 1981 года транспортный самолёт CL-44 (номер LV-JTN, авиакомпания Transporte Aéreo Rioplatense, Аргентина), возвращавшийся из транспортного рейса по маршруту Тель-Авив—Тегеран, вторгся в воздушное пространство СССР.
На перехват нарушителя с аэродрома Вазиани были подняты четыре Су-15ТМ, однако из-за нерешительности и неквалифицированных действий командования перехватчики преждевременно израсходовали горючее и были вынуждены вернуться на базу. Тогда на цель был наведён аналогичный самолёт, пилотируемый Валентином Куляпиным, вооружённый ракетами «воздух-воздух» средней дальности Р-98М с заданием посадить нарушителя. Пытаясь выполнить приказ, перехватчик приблизился к цели, что сделало невозможным применение ракет, в то время как нарушитель приближался к границе воздушного пространства СССР. Куляпин принял решение таранить CL-44, и со второй попытки смог ударить килем и фюзеляжем своего самолёта по стабилизатору нарушителя снизу. Однако западный писатель Джеймс Оберг предполагает, что столкновение было случайным, а история с тараном была изобретена позже для самооправдания советским пилотом.
Транспортный самолёт потерял управление и упал в нескольких километрах от границы; находившиеся на борту 4 члена экипажа, включая подданного Великобритании, погибли. Куляпин успешно катапультировался, за таран был награждён орденом Красного Знамени.
Предыдущим рейсом аргентинский самолёт перевозил боеприпасы и танковые запчасти для Ирана.